# گندودرخت سیاه
گَندودرخت سیاه‎ (انگلیسی: Celtis africana)  (نام علمی: Ocotea bullata) گونه‌ای از درختان گلدار بومی آفریقای جنوبی از تیره برگ‌بوئیان است. این درخت الوار بسیار ظریف و باارزشی تولید می‌کند که پیشتر برای ساخت مبلمان مورد توجه قرار می‌گرفت. به دلیل بهره‌برداری بیش از حد، اکنون یک گونه حفاظت شده‌است. نام گندودرخت از بوی تند چوب آن گرفته شده‌است که هنگام قطع شدن تازه پخش می‌شود.